# Ано Буларии
Ано Буларии (на гръцки: Άνω Μπουλαριοί) е село в Република Гърция, област Пелопонес, дем Източен Мани. Селото има население от 29 души.

## Личности
Родени в Ано Буларии
- Георгиос Франгоянис, гръцки офицер, деец на Гръцката въоръжена пропаганда в Македония
- Николаос Мандувалос, гръцки офицер, деец на Гръцката въоръжена пропаганда в Македония
- Теодорос Мандувалос (1882 – 1945), гръцки офицер, деец на Гръцката въоръжена пропаганда в Македония